# Phalangenidol

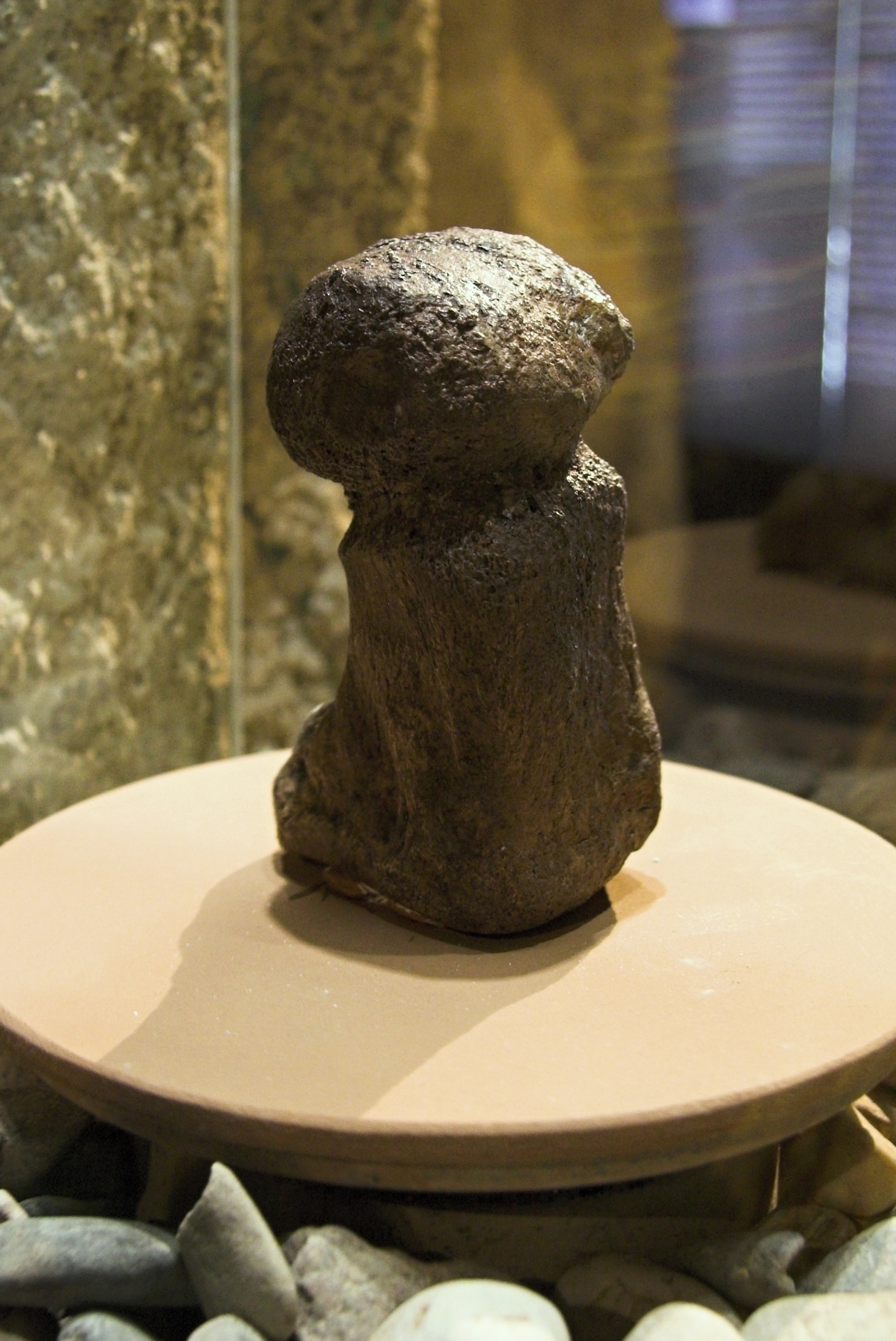
Frauenstatue aus einer Mammutphalange

Phalangenidole (auch Tibia-Idole) sind aus den Fußknochen (Phalanx) von Einhufern, zumeist von Pferden, aber auch Hirschen, hergestellte Idole. In verzierter Form (mit Okulus-Motiv, Schamdreieck und Wellenmuster) oder unverziert, teilweise mit Rückständen roter Farbe versehen (in Trigaches) kommen sie als neolithische/kupferzeitliche Funde in Spanien und in geringerer Anzahl in Portugal (Castro de Olelas, Lapa da Bugalheira) vor. Elf geschliffene Phalangen aus der Kupfersteinzeit, von denen zehn von Pferden und einer von einem Ochsen stammt, wurden 1941 in einem abgegrenzten Bereich der Lapa da Bugalheira gefunden. Im selben Jahr wurden zwei Phalangen gesammelt, die mit Symbolen verziert waren, die bei Artefakten der Kupfersteinzeit in der Extremadura, im Südwesten und Südosten der Iberischen Halbinsel, üblich sind. Sie werden mit der Muttergöttin der Agrargesellschaften des Mittelmeerraumes in Verbindung gebracht. 

Phalangen am Fuß

Bei vielen Phalangen sind die Vorsprünge unter dem Gelenk abgearbeitet. Hierdurch ist die Form schlanker und der Idolkopf springt stärker heraus. Die Gesamtform gleicht somit stärker derjenigen der Steinidole, die im südöstlichen Teil der Iberischen Halbinsel überwiegen. Bei einigen unverzierten Phalangen ist die Oberfläche stark korrodiert. Die Verzierung der Phalangen ist gleichartig. Motive sind: das sogenannte Augenpaar (mit Strahlenkranz), das in Les Blanquiares de Lébor eingeritzte Schamdreieck und die Wellenlinie, auch „Bogenzacke“ genannt. Letztere bedeckt in einigen Fällen fast den gesamten Körper des Idols und schließt sich auf der Rückseite (Bugalheira, Olelas, São Martinho; Portugal). Bei anderen (Bugalheira 2, Carenque, Vila Nova de São Pedro) bedeckt sie als alleiniges Motiv die obere Hälfte der Phalange. Verzierte Phalangen wurden auch in den Niederlanden und auf Orkney gefunden (Phalangenritzung von Bu Sands). 
Die Priorität der Steinidole und die sekundäre Nachahmung dieser als Phalangen wird von Rudolf Maier abgelehnt, der den Phalangen die Priorität zuspricht. Vorerst sind die portugiesischen Vorkommen jedoch zu gering, um derartige Schlüsse unabhängig vom Südosten zu erlauben. Die Aufbringung des Schamdreiecks deuten an, das die Phalangen auch als weiblicher Torsi verstanden worden sein können, zumal sich diese Symbolik auch auf phalangenähnlicher Keramik vom „Tholos do Monte Outeiro“ findet.